# 교토지검의 여자
교토지검의 여자는 2003년 7월 24일부터 2003년 9월 11일까지 방영되었던 드라마이다.

## 출연진
- 나토리 유코 : 츠루마루 아야 역
- 후나코시 에이이치로 : 키타무라 테츠오 역
- 코쿠부 사치코 :
- 와타나베 잇케이 :
- 카니에 케이조 :
- 후지타니 미키 :